# Hottviller
Hottviller är en kommun i departementet Moselle i regionen Grand Est (tidigare regionen Lorraine) i nordöstra Frankrike. Kommunen ligger i kantonen Volmunster som tillhör arrondissementet Sarreguemines. År 2022 hade Hottviller 505 invånare.

## Befolkningsutveckling
Antalet invånare i kommunen Hottviller
| Referens: INSEE |